# Karl-Hermann Tofaute
Karl-Hermann Tofaute (ur. 1 marca 1946) – niemiecki lekkoatleta, sprinter. W czasie swojej kariery reprezentował Republikę Federalną Niemiec.
Specjalizował się w biegu na 400 metrów. Zdobył brązowy medal w sztafecie 4 × 2 okrążenia na halowych mistrzostwach Europy w 1970 w Wiedniu (sztafeta RFN biegła w składzie: Dieter Hübner, Tofaute, Ulrich Strohhäcker i Helmar Müller).
Był halowym wicemistrzem w biegu na 400 metrów w 1970 i brązowym medalistą na tym dystansie w 1969, a także halowym mistrzem w sztafecie 4 × 400 metrów w 1971, 1973 i 1974.